# سلحفاة رفرافية القوقعة الهندية
سلحفاة رفرافية القوقعة الهندية أو سُلحفاة خشنة أو سُلحفاة البرّ (الاسم العلمي: Lissemys punctata)، نوع من سلاحف المياه العذبة المنتمية إلى فصيلة سلاحفة ذات أغطية ملساء.